# Сантарен (округ)
О́круг Санта́рен, або Санта́ренський о́круг (порт. Distrito de Santarém) — округ у Португалії. Окружний адміністративний центр — місто Сантарен. Розташований в центральній частині країни. Складова регіонів Центр, Алентежу і Рібатежу. За старим адміністративним поділом, що був чинним до 1976 року, територія округу належала провінціям Рібатежу, Берегова Бейра і Нижня Бейра. Площа — 6747 км². Поділяється на 21 муніципалітет і 141 парафію. Населення — 465 701 ос. (2011), густота населення — 69,02 осіб/км²
. Код ISO 3166-2 — PT-14.

## Географія
На північному заході межує з округом Лейрія, на півночі — з округом Лейрія, на північному сході — з округом Каштелу-Бранку, на заході — з округом Лейрія, на південному заході — з округом Лісабон, на півдні — з округом Сетубал, на південному сході — з округом Евора, на сході — з округом Порталегре.

## Кулінарія
В окрузі виробляють однойменний сир Сантарен.

## Муніципалітети
1. Абрантеш
2. Алканена
3. Алмейрін
4. Алпіарса
5. Бенавенте
6. Віла-Нова-да-Баркіня
7. Голеган
8. Ентронкаменту
9. Карташу
10. Конштансія
11. Коруше
12. Масан
13. Орен
14. Ріу-Майор
15. Салватерра-де-Магуш
16. Сантарен
17. Сардуал
18. Томар
19. Торреш-Новаш
20. Феррейра-ду-Зезере
21. Шамушка